# 梅拉纳
梅拉纳（義大利語：Merana），是意大利亚历山德里亚省的一个市镇。总面积9.34平方公里，人口185人，人口密度19.8人/平方公里（2009年）。ISTAT代码为006093。